# Pomaci
Pomaci (bug. помаци) ili Muslimanski Bugari (bug. българи-мохамедани) su etnička podgrupa Bugara, koja pretežno živi u Bugarskoj, kao i u sjeveroistočnoj Grčkoj. Velik broj ih živi u Rodopima i u regiji Čeč, na granici Bugarske i Grčke. U Turskoj (Istočna Trakija) ih živi oko 300.000, gdje ih nazivaju Pomaklar, a njihov jezik Pomakça.
Nacionalno se identificiraju kao Bugari, Turci, Grci ili Pomaci. Bugarska statistika ih ne iskazuje posebno, ali prema posljednjem popisu stanovništva iz 2001. godine broj etničkih Bugara s muslimanske vjere je oko 130,000. Većinom su islamske vjeroispovjesti, a govore bugarskim jezikom, koji spada u slavensku grupu indoeuropske porodice jezika. Ima ih oko milijun.
Etimološko značenje reči "pomak" najvjerojatnije dolazi iz slavenske riječi "pomagati". Ovo se posebno odnosi na doba osmanske vladavine, gdje su Pomaci označeni kao kolaborativna grupa.

## Vanjske poveznice
- Pomaknews Agency
- Pomaklar cominity
- Pomak Leaks  Arhivirana inačica izvorne stranice od 14. siječnja 2012. (Wayback Machine)